# Monarque de Vanikoro
Myiagra vanikorensis
Espèce
Le Monarque de Vanikoro (Myiagra vanikorensis) est une des dix-neuf espèces de passereaux appartenant à la famille des Monarchidae.

## Description
Le Monarque de Vanikoro est un petit passereau de 13 cm de long qui pèse environ 13 g. Il a un grand bec noir en crochet et des pattes noires. Le plumage varie selon le sexe : le mâle a des plumes bleu foncé sur la tête, la gorge, le dos, la queue et les ailes et le ventre rouge avec une bande blanche. Les plumes de la femelle sont plus claires et la tâche orange du ventre remonte le long de la gorge jusqu'au bec. Le plumage des jeunes ressemble à celui des femelles avec une bordure blanche sur les ailes.

## Distribution
Cet oiseau vit dans les Îles Santa Cruz et plus particulièrement Vanikoro d'où son nom, et dans les îles Fidji. C'est une espèce endémique de ces îles : le processus de spéciation in situ s'est fait en trois vagues successives de colonisation.

## Habitat

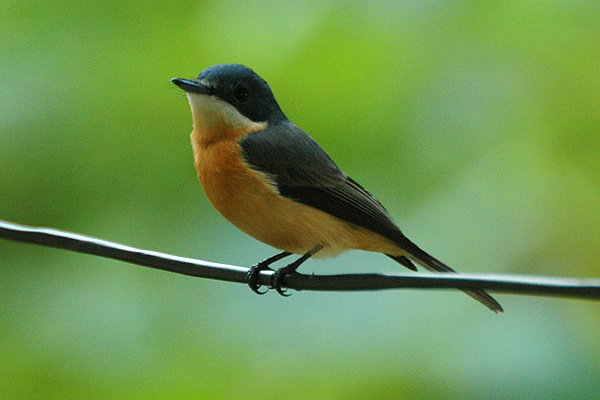
Femelle, près de Suva, Fidji

Le Monarque de Vanikoro est capable de s'adapter à une grande diversité d'habitats. Il vit en forêt depuis la côte jusqu'à 1 100 m, mais il s'adapte aussi aux habitats perturbés par l'homme, y compris les jardins et les zones cultivées, du moment qu'il y a encore des arbres.

## Sous-espèces
Cinq sous-espèces ont été identifiées :
- Myiagra vanikorensis vanikorensis (Vanikoro I.. Santa Cruz Is. dans les Solomons.) ;
- Myiagra vanikorensis rufiventris (n, c et w Fidji) ;
- Myiagra vanikorensis kandavensis (Beqa, Vatulele et Kadavu. sw Fidji.) ;
- Myiagra vanikorensis dorsalis (n Lau Arch. et île Moala. e Fiji.) ;
- Myiagra vanikorensis townsendi (s Lau Arch.. se Fidji.).

## Alimentation
Le Monarques de Vanikoro est insectivore et attrape ses proies en vol stationnaire à partir de perchoirs comme les gobe-mouches ; ou bien en vol ou sur la face interne des feuilles. Il mange aussi des lézards et des petits fruits.

## Comportement et écologie
Il vit seul, en couple ou en groupe dans la canopée.
Dans les Fidji la saison des amours dure de septembre à février. Le couple construit le nid à deux en fabriquant une coupe avec des fibres de plantes, des brins d'herbe, et des racines ; la paroi externe est recouverte de lichen, de feuilles et de poils d'animaux. Ils placent leur nid en hauteur, sur une branche d'arbre horizontale. L'incubation et l'élevage des poussins se font également à deux.
Les prédateurs sont l'Autour des palombes (Accipiter gentilis) et une sous-espèce locale de Faucon pèlerin (Falco peregrinus nesiotes).

## Statut
Le Monarque de Vanikoro n'est pas classé comme une espèce en danger car on le trouve dans la plupart des îles Fidji et qu'il s'adapte aux modifications environnementales apportées par l'homme. Mais le CEPF recommande une forte vigilance concernant l'import d'espèces invasives, en particulier le Rat noir (Rattus rattus) et araignées et d'entreprendre une communication avec les communautés d'insulaires et les autorités sur le rôle de la forêt primaire comme habitat des espèces endémiques, en particulier oiseaux et chauves-souris.